# Vito Russo
Vito Russo (Nueva York, 11 de julio de 1946 - 7 de noviembre de 1990) fue un activista LGBT estadounidense, historiador del cine y escritor. Se le recuerda como el autor del libro The Celluloid Closet (el armario de celuloide) de 1981, con edición revisada de 1987, descrito en The New York Times como «un libro de referencia esencial" sobre la homosexualidad en la industria cinematográfica de los Estados Unidos. En 1985 cofundó la Alianza Gay y Lesbiana Contra la Difamación - GLAAD, una organización de vigilancia de los medios que se esfuerza por poner fin a la retórica homofóbica, y aboga por la inclusión de la comunidad LGBT en los medios de comunicación.

## Vida y obra
Vito Russo nació en 1946 en el East Harlem de Nueva York. Al crecer, Russo se preocupó por las representaciones estereotipadas en los medios de la gente gay. Él era muy consciente de que la representación negativa de la homosexualidad en las películas estaba mal. Después de presenciar los disturbios de Stonewall en 1969, y escuchar sobre otra redada al año siguiente, Russo se involucró con anhelo en la emergente Gay Activists Alliance (alianza de activistas gay).

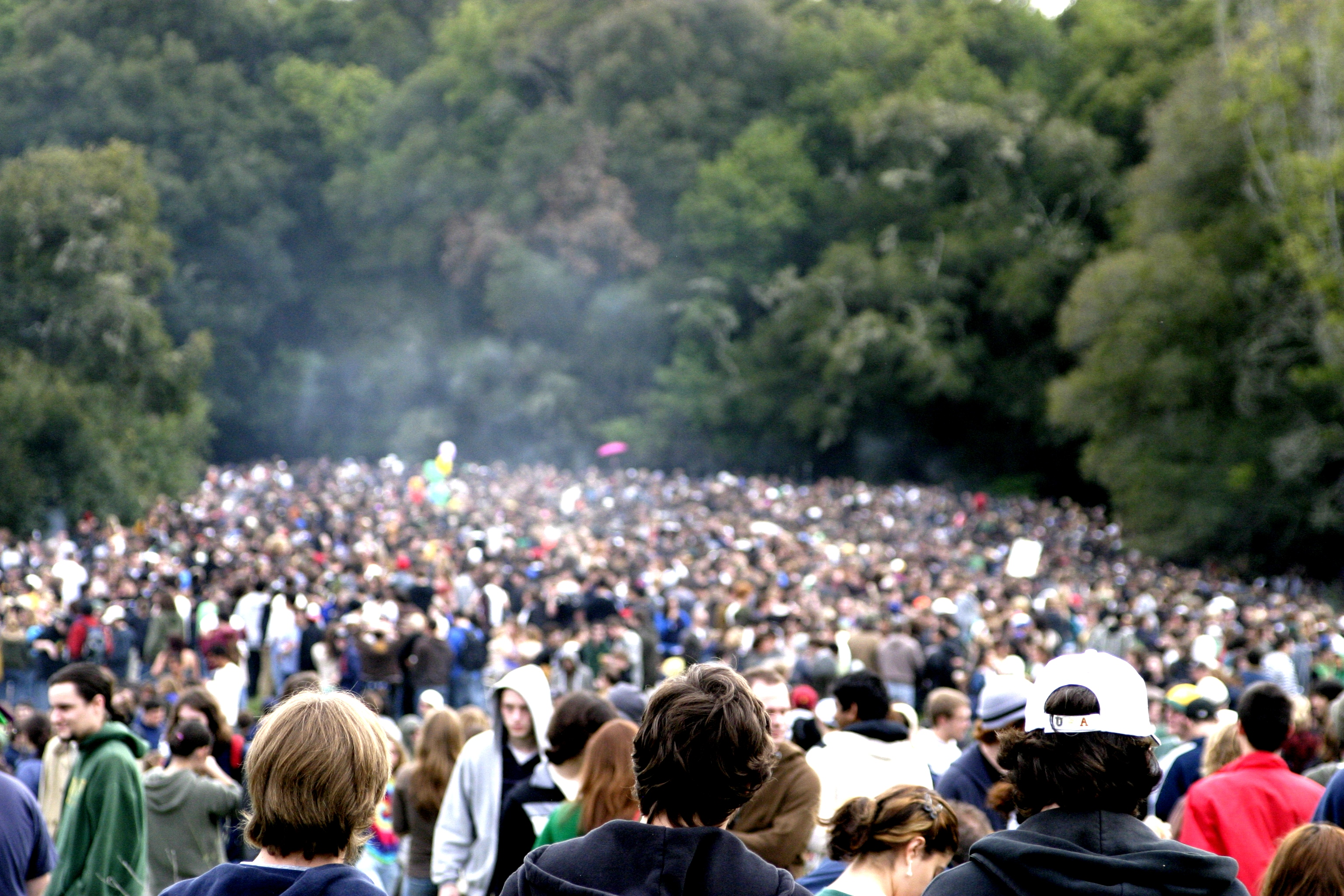
Celebración en la Universidad de California en Santa Cruz

Russo obtuvo su licenciatura de la Universidad Fairleigh Dickinson (FDU), y recibió su maestría en cine en la Universidad de Nueva York (NYU). Mientras estudiaba para su Maestría, Russo también trabajaba con los departamentos de cine de un Centro Comunitario Gay, y el Museo de Arte Moderno de Nueva York. Fue su interacción con estas comunidades lo que le condujo a la síntesis de su política y sus obras..
Russo fue recopilando material, luego de las proyecciones de campo de películas que eran exhibidas en eventos para recaudar fondos para la Gay Activists Alliance. Viajó por todo el país entre 1972 y 1982, dando a conocer The Celluloid Closet, haciendo una presentación en vivo con fragmentos de películas en instituciones de educación superior,, universidades y cines como el Roxie Cinema de San Francisco y el Hirschfeld Biograph de Dublín. Tanto en el libro como en la presentación de su conferencia multimedia, relató la historia de los hitos gay y lésbicos, y el tratamiento de los personajes de gay y lesbianas en películas del pasado estadounidense, y también extranjeras.
En 1983, Russo escribió, produjo y fue coanfitrión, de una serie centrada en la comunidad gay llamada Our Time para el canal público de televisión WNYC-TV. Esta serie presentó el primer segmento de video con noticias serias y documentadas LGBT de los EE. UU., producido y dirigido por el conductista social D. S. Vanderbilt.
La preocupación de Russo sobre cómo se presentaba a las personas LGBT en los medios de comunicación le llevó a cofundar la Alianza Gay y Lesbiana contra la Difamación (GLAAD), un grupo de vigilancia que monitorea la representación LGBT en los principales medios, y presenta cada año los Premios GLAAD. El Vito Russo Award (premio Vito Russo) recibió su nombre en su memoria, y se entrega a un miembro abiertamente gay o lesbiana de la comunidad de medios, por su destacada contribución en la lucha contra la homofobia. Russo también participó activamente en el grupo de acción directa sobre el SIDA, ACT UP.
Russo apareció en el documental ganador de un Premio de la Academia de 1989, Common Threads: Stories from the Quilt (Temas comunes: Historias de la colcha), como un «narrador", que relata la vida y la muerte del hombre de su vida, y amante, Jeffrey Sevcik.
En 1990, Vito Russo pasó un año en la Universidad de California en Santa Cruz, impartiendo una clase, también titulada «The Celluloid Closet» (el armario de celuloide). Le gustaba ser profesor, fumar y bromear con sus alumnos durante las pausas.
También en 1990, el Merrill College de la UC Santa Cruz estableció la Casa Vito Russo para promover la conciencia gay, lesbiana, bisexual y transgénero, y proporcionar un ambiente de vida seguro y cómodo para estudiantes queer, heterosexuales solidarios y todos aquellos estudiantes que valoran y aprecian la diversidad. La casa adapta su programación para satisfacer las necesidades de los estudiantes LGBT, y ofrece a todos la oportunidad de desarrollar la comprensión y la tolerancia.

## Muerte y legado
Russo fue diagnosticado con VIH en 1985, y falleció de complicaciones relacionadas con el SIDA en 1990. Su trabajo fue llevado a la televisión, a título póstumo, en el documental de 1996 de HBO El celuloide oculto, narrado y coproducido por Lily Tomlin.
Después de su muerte, se realizó en Santa Cruz una ceremonia especial en su memoria, organizada por estudiantes y colegas. Hubo testimonios sobre lo inspirador que él había sido, y en masa el grupo cantó al final, todos juntos, Over the Rainbow en su memoria.
Los documentos de Russo se encuentran depositados en la Biblioteca Pública de Nueva York.
La biografía de la vida de Russo, previamente aprobada por su familia, fue escrita por el profesor Michael Schiavi del Instituto de Tecnología de Nueva York, y fue titulada Activista de celuloide: La vida y los tiempos de Vito Russo, publicada por la editorial de la University de Wisconsin en abril de 2011. En julio de 2012 se publicó un libro en dos volúmenes de Vito Russo, por White Crane Books, titulado Out Spoken: The Vito Russo Reader - Reel One y Out Spoken: The Vito Russo Reader - Reel Two. Reel One presenta sus escritos cinematográficos, y Reel Two recoge sus comentarios políticos y sociales.
Una película documental sobre la vida de Russo, Vito fue estrenada en el Festival de Cine de Nueva York 2011. También se proyectó en festivales como el Festival de Cine de Maryland, y tuvo su estreno en televisión en HBO el 23 de junio de 2012. El documental está dirigido por Jeffrey Schwarz de la productora de Los Ángeles, Automat Pictures.
En 2013, la GLAAD nombró a la «prueba de Vito Russo» en honor a él, tratándose de un conjunto de criterios destinados a analizar la representación de personajes LGBT en películas.
En 2016, Russo fue incluido en el Legacy Walk (paseo del legado), en el cual se colocan placas de bronce en una avenida de la ciudad de Chicago para honrar el recuerdo de personas LGBT destacadas.
De 1969 hasta su muerte vivió en el número 401 de la calle West 24th, en el barrio de Chelsea, Manhattan.
En junio de 2019, Russo fue uno de los cincuenta «pioneros, abre caminos y héroes» inaugurales estadounidenses que participaron en el Muro Nacional del Honor LGBT, dentro del Monumento Nacional Stonewall (SNM) en el Stonewall Inn de Nueva York. El SNM es el primer monumento nacional de los EE. UU. dedicado a los derechos y la historia LGBT, y la inauguración del muro se realizó durante el 50 aniversario de los disturbios de Stonewall.